# 자와어

자와문자

자와어(자와어: Basa Jawa, Basa Jawi, ꦧꦱꦗꦮ)는 인도네시아 자와섬 중부 및 동부에 사는 자와족이 쓰는 오스트로네시아어족에 속하는 언어이다. 화자 수는 약 8,500만 명으로, 국가 공용어의 지위를 갖고 있지 않은 지역어이지만 인도네시아에서 가장 많은 사람이 모어로 쓰는 언어로서 세계적으로도 대언어이다.
자와어는 인도네시아어, 순다어, 마두라어 등과 가까운 관계에 있으며, 많은 자와인들은 비(非) 자와계 인도네시아인과 의사소통을 위해 표준어인 인도네시아어도 말할 줄 안다. 그러나 문법이나 어휘 등의 차이로, 인도네시아어만 할 줄 아는 사람이 자와어를 알아들을 수는 없다. 말레이시아에도 자와어 사용자 커뮤니티가 슬랑오르, 조호르 주 등에 산재해 있다. 또, 남미 수리남에도 이민의 역사로 인해 자와어 사용자 공동체가 있다. 자와어는 한국어, 일본어와 마찬가지로 까다로운 경어법이 있어서, 자와어를 모어로 하지 않는 사람에게 습득을 어렵게 하는 요인이 된다.

## 역사
오스트로네시아어족 언어중에 가장 오래되고 풍부한 문어를 보유해 왔으며, 시대에 따라 다음과 같이 구분한다.
- 고 자와어(9세기~)
- 중세 자와어(13세기~)
- 신 자와어(16세기~)
- 현대 자와어(20세기~ )

## 문자
자와 문자는 짜라칸이라고 부르며 900년 이후부터 20세기 초까지 쓰였다. 남 인도계열의 팔라바문자에서 발전된 고(古) 카위문자가 발전된 것으로, 인도계 문자의 특징을 공유하고 있다. 현재의 모습을 갖추게 된 것은 17세기 경의 일이다. 자와어 외에 이웃의 순다어나 말레이어를 표기하는 데도 쓰였다. 또한 자와어는 이슬람 전래 이후에 일부지만 아랍 문자로 쓰이기도 하였으며, 네덜란드 식민지배 이후에는 로마자가 도입되어 점점 자와 문자의 사용이 줄어들었다. 일본이 인도네시아를 점령한 1942년부터 1945년 사이에는 자와 문자의 사용이 금지되었다. 오늘날에는 로마자 사용이 일반적이며, 자와 문자는 장식용, 도로표지판, 학술용도 등에 국한되어 있다. 발리섬의 발리어를 표기하는 발리 문자는 자와 문자에서 발전한 것으로 자와문자가 좀 더 곡선화된 형태이다. 경어법이 발달한 자와어를 표기하는 문자답게 문자 중에서 경어에만 쓰이는 문자가 따로 있다.

## 음운

### 홀소리
|        | 전설 | 중설 | 후설 |
| ------ | ---- | ---- | ---- |
| 고모음 | i    |      | u    |
| 중모음 | e    | ə    | o    |
| 저모음 |      | a    |      |

### 닿소리
|                |        | 양순음 | 치음/ 치경음 | 권설음 | 후치경음/ 경구개음 | 연구개음 | 성문음 |
| -------------- | ------ | ------ | ------------ | ------ | ------------------ | -------- | ------ |
| 비음           | 비음   | m      | n            |        | ɲ                  | ŋ        |        |
| 파열음/ 파찰음 | 긴장음 | p      | t̪            | ʈ      | tʃ                 | k        | ʔ      |
| 파열음/ 파찰음 | 이완음 | b̥      | d̪̥            | ɖ̥      | dʒ̊                 | ɡ̊        | ʔ      |
| 마찰음         | 마찰음 |        | s            |        |                    |          | h      |
| 유음           | 설측음 |        | l            |        |                    |          |        |
| 유음           | R음    |        | r            |        |                    |          |        |
| 반모음         | 반모음 |        |              |        | j                  | w        |        |

## 어휘
자와어는 고유어와 외래어를 통틀어 매우 풍부한 어휘를 보유하고 있다. 자와어에 가장 큰 영향을 미친 외래어는 산스크리트어로 자와어의 약 25%에 해당하는 어휘가 산스크리트어 계열이라고 한다. 어휘뿐 아니라 자와인의 이름 또한 산스크리트어 기원이다. 현대 자와인은 보통 고 자와어 어휘와 산스크리트어계열 어휘를 통틀어 카위라고 부른다. 기타 아랍어, 네덜란드어, 말레이어로부터도 어휘를 흡수했으나, 이들은 산스크리트어만큼 자와어에 강하게 동화하거나 영향을 미치지는 못했다. 자와어는 말레이어에 비해 아랍어의 영향이 덜하며, 그 대부분은 이슬람교와 관련된 것들이다. 네덜란드어계 어휘는 보통 인도네시아어의 네덜란드어계 어휘와 같으나, 약간의 예외가 있다. 말레이어와 인도네시아어가 각각 국가 공용어가 되면서 이들 언어의 어휘가 자와어에 흡수되었는데, 특히 정치 및 행정 관계 용어가 많다.

## 통사론
현대 자와어는 주로 SVO 어순을 취한다. 그러나 고대 자와어는 때로 VSO나 VOS 어순을 취하기도 했다. 현대 자와어에서도 일부 고어풍의 문장에는 VSO 어순이 사용된다. 예로,
- 현대 자와어 : "Dhèwèké (S) teka (V) nèng (전치사) kedhaton (O)."
- 고대 자와어 : "Teka (V) ta (불변사) sira (S) ri (전치사) ng (정관사) kadhatwan (O)."

위의 두 문장은 모두 "그는(S) 그(정관사) 궁전을(O) 방문한다(V)."라는 뜻이다. 고대 자바어에서는 위와 같이 동사가 문두에 오면 불변사 'ta'가 동사와 나머지 문장을 나누게 되는데, 이는 타갈로그어의 경우와 유사한 점이 있다. 또 현대 자와어에서는 관사가 직접적으로 표현되지 않고 사라지게 되었다.(이는 다른 방법으로 표현된다)
자와어에서 동사는 성이나 수에 따라 굴절되지 않으며, 시제 역시 동사에 나타나지 않고 시제부사를 통해 표현된다. 다만 주어와 목적어의 상대적 지위를 나타내기 위해 다양한 방식으로 동사에 접사를 붙일 수 있다.
일반적으로 고대 자와어와 현대 자와어를 통틀어 자와어의 문장은 앞서와 같이 고전 문법이나 통사론의 범주들을 사용해 설명하지 않고, 주제 우세 언어(Topic-prominent language) 모델을 통해 설명할 수 있다. 이 모델을 따르는 언어에서는 주제(topic)는 문두에 오고, 초점(focus)은 한정어(modifier)가 된다. 예컨대 위와 같은 문장에서 'Dhèwèké'는 주제, 'teka'는 초점으로 볼 수 있다.

## 경어법
자와어 경어법은 상대의 사회적 지위, 신분 고하와 밀접하게 관련되어, 경어법의 잘못된 사용은 상대에게 큰 실례가 된다. 각각의 경어법 체계를 체(體)라고 하며, 어휘, 문법규칙 및 운율이 관여된다. 오스트로네시아어족의 다른 언어에도 경어법이 존재한다. 경어법에 대한 심리적 부담은 비 자와인은 물론 자와인들도 공적인 업무수행에서 경어법에 구애받지 않는 인도네시아어를 더 선호하는 경향으로 이어지며, 자와인들 스스로도 경어법을 완전히 익히지 못한 경우도 많다.
- 응오코체: 통상체, 비격식체로서 친한 친구,아랫사람,연장자가 연소자에게, 높은 지위에 있는 사람이 낮은 지위에 있는 사람에게 사용한다.
- 마댜체: 응오코체와 크라마체의 중간체이다. 예를 들어 길에서 만난 낯선 사람과 말을 주고 받을 필요가 있는 경우나, 너무 높이지도 낮추지도 않는 말씨가 필요할 때 사용한다.
- 크라마체: 격식체. 같은 지위에 있지만, 서로 말을 놓고 싶지 않을 때나, 공적인 연설, 연소자가 연장자에게 지위 낮은 사람이 높은 사람에게 말할 때 사용한다.

단어는 또한 경어와 겸양어로 나뉜다. 화자가 자기 자신에 대해 말할때는 겸양어(자신을 낮추는 표현)를 써야 하며, 자신보다 높은 신분이나 지위,연령인 사람에게는 경어를 써야 한다. 경어는 크라마 잉길, 겸양어는 크라마 안드합이라고 부른다. 예를 들어 자녀가 부모에게 말할 때, 보통 비격식체인 응오코체를 쓰지만, 단어에 있어서는 특정단어를 경어 또는 겸양어로 말한다. 즉, 체와 별도로 단어로서의 경어와 겸양어도 잘 구분해서 써야 한다.

## 방언
지역에 따라 크게 서부방언, 중앙방언, 동부방언으로 나뉜다. 이들간의 차이는 주로 발음의 차이이며, 약간의 어휘적 차이도 있다. 이들 방언 사이에는 정도의 차이는 있으나 상호의사소통이 가능하다.

## 같이 보기
- 자와섬
- 자와 문자